# لويس وايت (رسامة)
لويس وايت (بالإنجليزية: Lois White)‏ هي رسامة نيوزيلندية، ولدت في 2 نوفمبر 1903 في أوكلاند في نيوزيلندا، وتوفيت في 13 سبتمبر 1984.